# Bohinjska Bela
Bohinjska Bela este o localitate din comuna Bled, Slovenia, cu o populație de 540 de locuitori.